# Gus Lesnevich
Gus Lesnevich, egentligen Gustav George Lesnevich, född 22 februari 1915 i Cliffside Park i New Jersey, död 28 februari 1964, var en amerikansk proffsboxare. Han var världsmästare i lätt tungvikt 1946-48.
Lesnevichs professionella boxarkarriär varade 1934-49. Han började den i mellanvikt och gjorde snabba framsteg. Endast en förlust noterades på de 30 första matcherna. Men 1936 ställdes han mot The Tacoma Assassin Freddie Steele, regerande världsmästare i mellanvikt, som gjorde processen kort med uppkomlingen. Redan i andra ronden slängde Lesnevichs tränare in handduken. Förlusten stärkte inte Lesnevichs självförtroende och redan 1937 åkte han på en knockoutförlust mot f d världsmästaren i weltervikt Young Corbett III som gått upp i mellanvikt.
Lesnevich försökte lösa problemet med den hårdnande konkurrensen i mellanvikt genom att själv gå upp i lätt tungvikt. I sitt första försök att ta den titeln 1939 förlorade han dock klart på poäng mot regerande mästaren Billy Conn. Men Lesnevich fick titeln i alla fall, eftersom Conn kort därefter avsade sig den för att gå upp i tungvikt och möta Joe Louis. NBA (National Boxing Association) utsåg då Lesnevich till världsmästare 1941.
Under andra världskriget fanns kuriositeten att NBA utsåg ett antal amerikanska boxare till "världsmästare" trots att möjligheterna för icke-amerikaner att få möta dessa i titelmatcher var obefintliga. Efter kriget åkte Lesnevich därför 1946 till London för att möta den "riktiga" världsmästaren Freddie Mills. Lesnevich slog ner Mills två gånger i rond 10 varpå ringdomaren stoppade matchen. I returmatchen 1948 var det Lesnevichs tur att bli nerslagen två gånger av Mills som vann matchen på poäng över 15 ronder.
Efter detta var Lesnevich mer eller mindre slut som boxare. Han gjorde 1949 två misslyckade försök att erövra titlar. I det första var han helt chanslös mot Joey Maxim och förlorade stort på poäng om den vakanta amerikanska mästartiteln i lätt tungvikt. Senare samma år blev han slagen sönder och samman av Ezzard Charles när han gjorde ett mer eller mindre vansinnigt försök att erövra titeln i tungvikt. Lesnevichs tränare vägrade att låta honom fortsätta efter rond 7 och bad ringdomaren bryta matchen som blev den sista för Gus Lesnevich.
Hans slutliga matchstatistik omfattar 59 segrar (23 på KO), 14 förluster och 5 oavgjorda.